# 大久保瑠美・原紗友里 青春学園 Girls High↑↑
『大久保瑠美・原紗友里 青春学園 Girls High↑↑』（おおくぼるみ・はらさゆり せいしゅんがくえんガールズハイ）は、文化放送のインターネットラジオである超!A&G+で放送していたアニラジ。

## 番組概要
ラジオを学園に見立て、部活などの様々な活動を通して、理想の自分を目指していこうとする番組。

## 放送時間
超!A&G+
2014年1月12日 - 4月6日
- 毎週日曜日 23:30 - 24:00

2014年4月12日 - 2017年9月30日
- 毎週土曜日 25:30 - 26:00

ニコニコ動画 ニコニコチャンネル 大久保瑠美・原紗友里 青春学園 Girls High↑↑
2016年12月6日 - 2017年10月3日
- 毎週火曜日 0:00から翌月曜日 23:59まで1週間無料配信（有料会員は1週間後も視聴可能）
- 有料会員は同時配信の おまけ放送を視聴可能

## パーソナリティ
声優の大久保瑠美と原紗友里がパーソナリティを務める。2人は番組内で声優・音楽ユニット『Girls High↑↑』を結成している。

## コーナー
部活動日誌
ふつおたコーナー。月別のテーマメールも募集している。
お悩み相談コーナー『保健部やるってよ!』
リスナーからの悩み相談解決コーナー。
わたしとまなぶ
パーソナリティがマナーを学んでいくコーナー。
WE部
最新流行語や話題の造語をリスナーから募集して発表する。
恋愛部
リスナーから「女子に言われたいセリフ」を募集し、パーソナリティがそのセリフを演じていく。
焼却部
リスナーから「消したい過去」を募集し、パーソナリティが本気で罵っていく。

## 関連商品
大久保瑠美・原紗友里 青春学園 Girls High↑↑テーマソングCD『Girls☆High！』
- 発売日：2015年8月5日[1]
- 番組OP「Girls☆High!」とED「スキッピン×スキッピン」収録

大久保瑠美・原紗友里 青春学園 Girls High↑↑ ファンディスク 修学旅行 in 沖縄
- 発売日：2015年9月2日[2]

大久保瑠美・原紗友里 青春学園 Girls High↑↑ ファンディスク Vol.2 課外授業 〜なつのおもいで〜
- 発売日：2016年9月21日[3]
- ゲスト：大坪由佳

大久保瑠美・原紗友里 青春学園 Girls High↑↑テーマソングCD2『Lovely☆Tambourine』
- 発売日：2017年2月22日[4]
- 番組新OP「Lovely☆Tambourine」、新ED「スタートライン」、「Puzzle -Past and Future-」収録